# Індустріальний парк «Павлоград»
Індустріа́льний парк «Павлогра́д» — індустріальний парк в Павлоградському районі Дніпропетровської області, на території колишнього полігону Павлоградського ремонтно-механічного заводу. Загальна площа — 250 га. Пріоритетні напрямки діяльності парку — машинобудування, виробництво будматеріалів, переробка сільгосптоварів, легка промисловість, Hi-tech технології. Очікується створення близько 5 тисяч нових робочих місць.

## Історія
14 лютого 2017 року індустріальний парк включили до Реєстру індустріальних (промислових) парків України. Ініціатором його створення виступила Дніпропетровська обласна державна адміністрація.
Керуючою компанією парку є державне підприємство Дніпропетровської обласної держадміністрації «Інвестиційно-інноваційний центр».
Заявлений термін функціонування парку — 30 років.
Індустріальний парк розташований у Павлоградському районі Дніпропетровської області.

## Зонування
Під індустріальний парк використовується територія колишнього полігону ремонтно-механічного заводу. Земельна ділянка у 250 га обмежена територіями держпідприємства «Виробниче об'єднання «Південмаш ім. О. М. Макарова» та ТОВ «Павлоградський завод технологічного обладнання».
Парк розділений на 7 секторів у відповідності до профіля виробництв, які можна там розмістити:
- машинобудування (120 га)
- виробництво будматеріалів (50 га)
- переробка сільгосптоварів (25 га)
- легка промисловість
- Hi-tech технології
- енергозабезпечення
- логістика[1][2]

## Мета створення
Індустріальний парк «Павлоград» створили на засадах державно-приватного партнерства (ДПП) з метою сприяння вирішенню наступних завдань:
- створення нових виробництв і активізація інвестиційної діяльності (очікуваний обсяг інвестицій — 374,9 мільйонів доларів)
- створення нових робочих місць (близько 5 тисяч)
- забезпечення економічного розвитку Дніпропетровської області
- підвищення конкурентоспроможності регіону
- розвиток сучасної виробничої та ринкової інфраструктури
- стимулювання розвитку небазових галузей шляхом диверсифікації економіки регіону
- підвищення експортного потенціалу[1]

## Преференції
- 0% ставка мита на обладнання і комплектуючі до нього
- 0% податок на землю
- 280$ оренда за га на рік
- будівництво під'їздних шляхів за рахунок місцевого бюджету[2]